# 隱岐之島町
隱岐之島町（日语：／ Okinoshima chō */?）位於隱岐群島島後島的一町，於2004年合併後，全島皆屬本町之轄區，此外日本與韓國之間的有領土爭議的竹島，在日本的行政區劃上被劃分于該町。
轄區內80%為森林，全島海岸地區皆屬大山隱岐國立公園之範圍。

## 人口
| 隱岐之島町人口分布圖 |                                                   |  |
| 隱岐之島町與日本全國年齡別人口分布比較圖 （2005年資料） | 隱岐之島町的年齡、男女別人口分布圖 （2005年資料） |  |
| ■紫色是隱岐之島町 ■綠色是全国 | ■藍色是男性 ■紅色是女性                           |  |
| 隱岐之島町人口變化 \| 1970年 \| 20,533人 \| \| \| 1975年 \| 19,797人 \| \| \| 1980年 \| 20,043人 \| \| \| 1985年 \| 19,675人 \| \| \| 1990年 \| 19,090人 \| \| \| 1995年 \| 18,367人 \| \| \| 2000年 \| 18,045人 \| \| \| 2005年 \| 16,904人 \| \| \| 2010年 \| 15,521人 \| \| \| 2015年 \| 14,608人 \| \| \| 2020年 \| 13,433人 \| \| |                                                   |  |
| 資料來源：日本總務省統計中心提供之人口普查數據 |                                                   |  |
| 1970年 | 20,533人                                          |  |
| 1975年 | 19,797人                                          |  |
| 1980年 | 20,043人                                          |  |
| 1985年 | 19,675人                                          |  |
| 1990年 | 19,090人                                          |  |
| 1995年 | 18,367人                                          |  |
| 2000年 | 18,045人                                          |  |
| 2005年 | 16,904人                                          |  |
| 2010年 | 15,521人                                          |  |
| 2015年 | 14,608人                                          |  |
| 2020年 | 13,433人                                          |  |

## 歷史

### 年表
- 1904年4月1日：實施町村制，現在轄區在當時分屬：
  - 周吉郡：西鄉町、東鄉村、布施村、中村、中條村、磯村。
  - 穩地郡：都萬村、五箇村。
- 1954年7月1日：西鄉町、東鄉村、中條村、磯村合併為新設置的西鄉町。[3]
- 1960年11月1日：中村被併入西鄉町。
- 1969年4月1日：周吉郡、穩地郡與海士郡、知夫郡合併為隱岐郡。
- 2004年10月1日：西鄉町、布施村、五箇村、都萬村合併為隱岐之島町。

### 變遷表
| 1904年4月1日 | 1904年 - 1926年 | 1926年 - 1954年     | 1955年 - 1989年          | 1989年 - 現在            | 現在                     |
| ------------ | --------------- | ------------------- | ------------------------ | ------------------------ | ------------------------ |
| 西鄉町       | 西鄉町          | 1954年7月1日 西鄉町 | 1954年7月1日 西鄉町      | 2004年10月1日 隱岐之島町 | 2004年10月1日 隱岐之島町 |
| 東鄉村       |                 | 1954年7月1日 西鄉町 | 1954年7月1日 西鄉町      | 2004年10月1日 隱岐之島町 | 2004年10月1日 隱岐之島町 |
| 中條村       |                 | 1954年7月1日 西鄉町 | 1954年7月1日 西鄉町      | 2004年10月1日 隱岐之島町 | 2004年10月1日 隱岐之島町 |
| 磯村         |                 | 1954年7月1日 西鄉町 | 1954年7月1日 西鄉町      | 2004年10月1日 隱岐之島町 | 2004年10月1日 隱岐之島町 |
| 中村         | 中村            | 中村                | 1960年11月1日 併入西鄉町 | 2004年10月1日 隱岐之島町 | 2004年10月1日 隱岐之島町 |
| 布施村       |                 |                     |                          | 2004年10月1日 隱岐之島町 | 2004年10月1日 隱岐之島町 |
| 都萬村       |                 |                     |                          | 2004年10月1日 隱岐之島町 | 2004年10月1日 隱岐之島町 |
| 五箇村       |                 |                     |                          | 2004年10月1日 隱岐之島町 | 2004年10月1日 隱岐之島町 |

## 交通

### 機場
- 隱岐機場：定期航班往返出雲機場與大阪國際機場。

### 港口
- 西鄉港
定期航線：隱岐汽船，往返隱岐群島個港口與本州的七類港、境港。

## 觀光景點

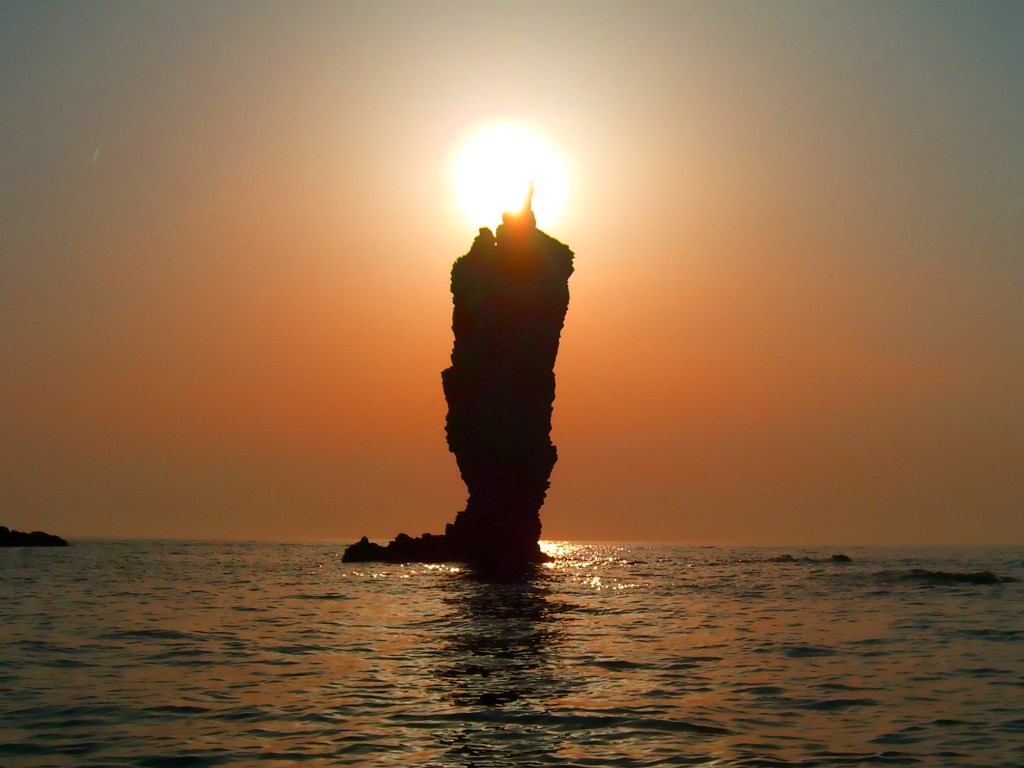
夕陽中的蠟燭島

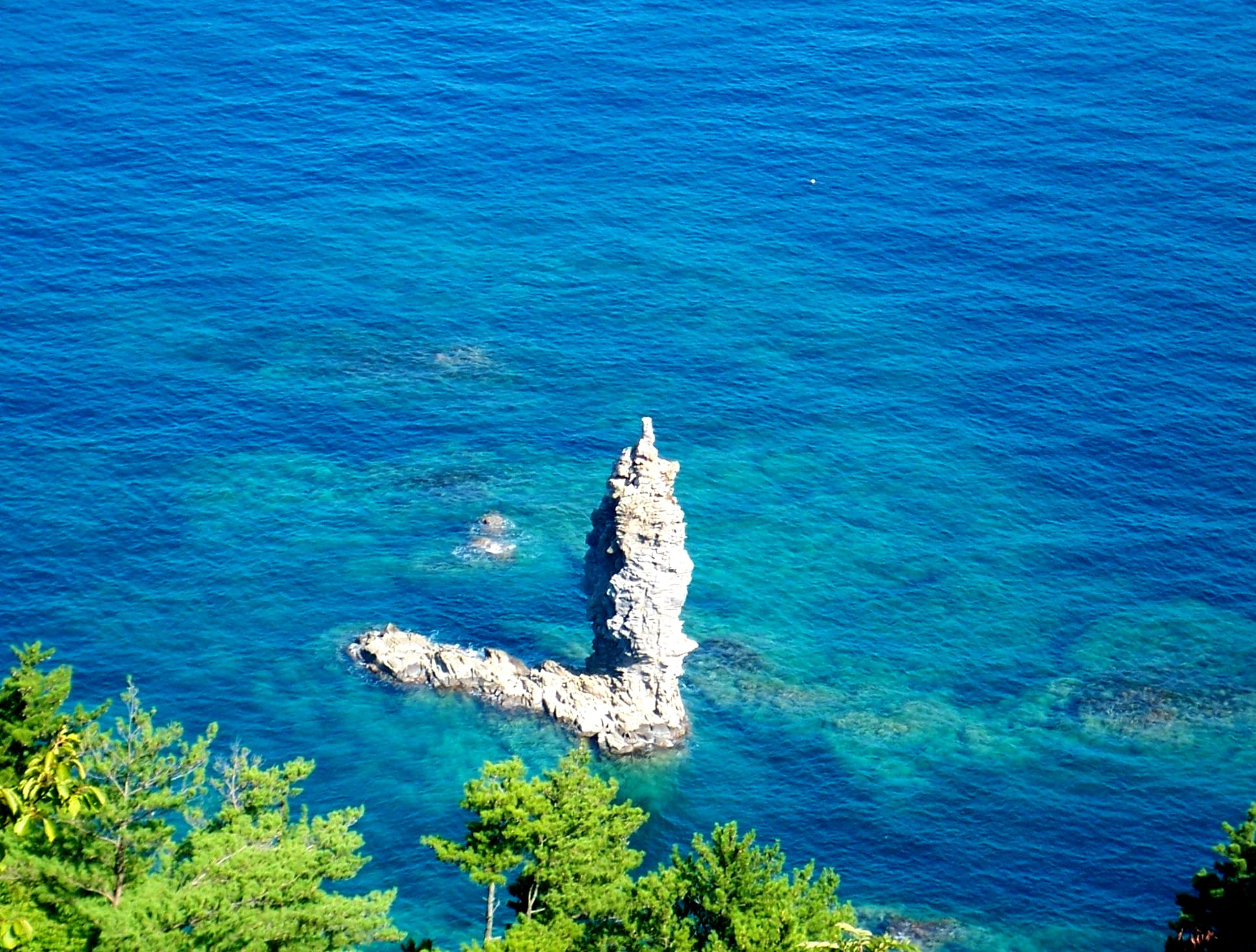
從尾白鼻公園俯瞰蠟燭島

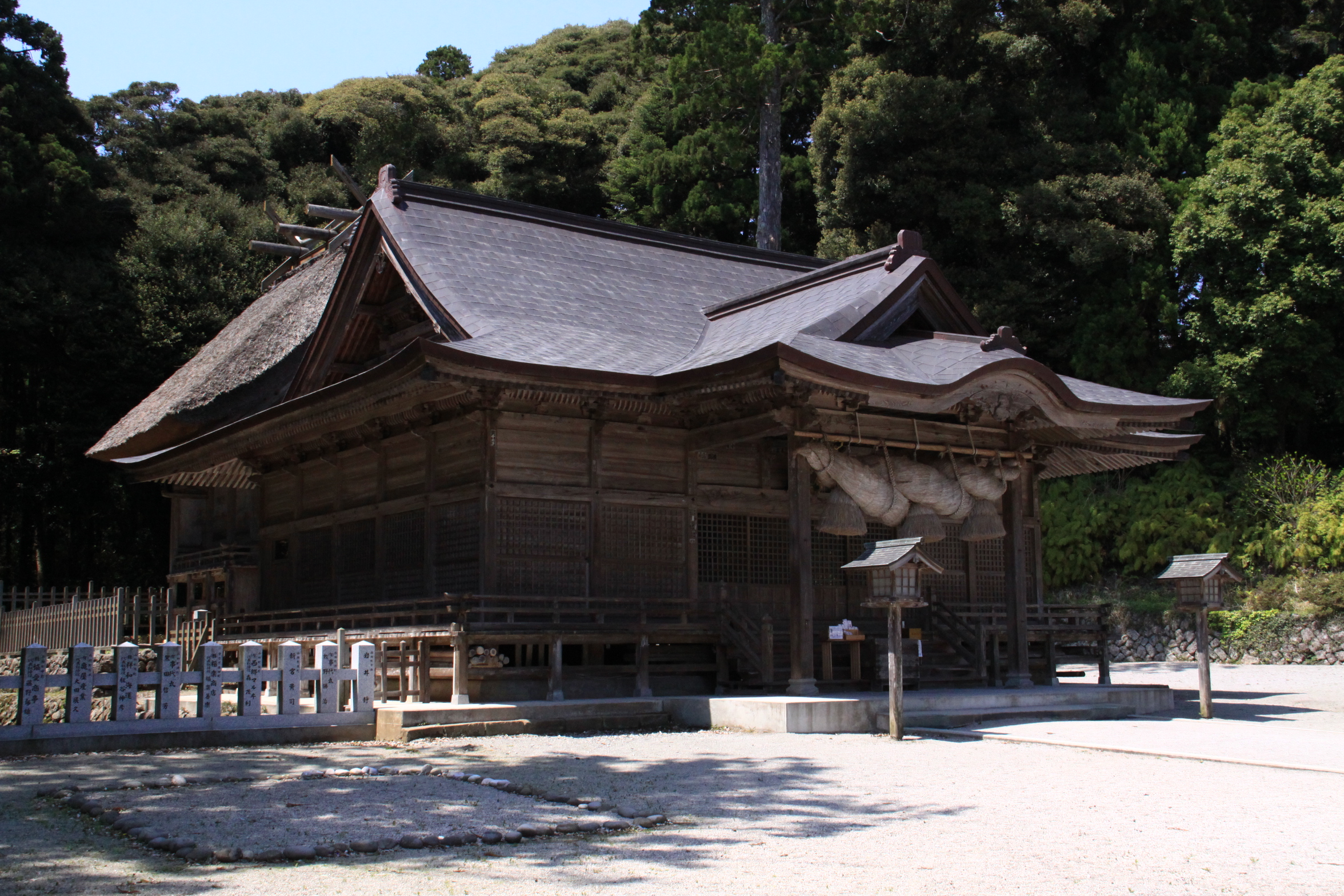
玉若酢命神社

- 白島海岸
- 浄土浦
- 蠟燭島
- 壇鏡瀑布（日本瀑布百選之一）
  - 壇鏡瀑布湧水（名水百選之一）
- 玉若酢命神社（隱岐國總社）
- 水若酢神社（隱岐國的一宮）

## 教育

### 高等學校
- 島根県立隱岐高等學校
- 島根県立隱岐水產高等學校

### 特殊學校
- 島根縣立隱岐養護學校

## 本地出身之名人
- 隱岐之海步 - 大相撲力士
- 隱岐之富士和也 - 大相撲力士
- 平野甲斐 - 職業足球選手

## 外部連結
- （日語） 隱岐之國探訪
- （日語） 風待商店街 （页面存档备份，存于）
- （日語） 隱岐觀光公司